# World Painted Blood
Albums de Slayer
Christ Illusion
(2006) Repentless
(2015)
Singles
1. Psychopathy Red
Sortie : 18 avril 2009
2. Hate Worldwide
Sortie : 28 juillet 2009
3. World Painted Blood
Sortie : 26 novembre 2010[2]

World Painted Blood est le onzième album studio du groupe de thrash metal américain Slayer, sorti sur les labels American Recordings et Sony Music le 2 novembre 2009, produit par Rick Rubin. Avec beaucoup d'anticipation après l'album Christ Illusion, les membres de Slayer avaient révélé des informations à propos de l'album depuis début 2009. Il y avait quatre œuvres différentes mises sur l'album, chacun qui a terminé un quart d'une carte du monde, qui une fois mis ensemble, illustre la terre, peinte en rouge. Il y a onze titres de l'album, avec des origines illustrant la mort et la destruction, la guerre, les tueurs en série, et l'Apocalypse. Il s'agit du premier album studio du groupe à être joué principalement en Drop E depuis Divine Intervention.
Trois singles de l'album sont sortis : Psychopathy Red, Hate Worldwide et World Painted Blood. Psychopathy Red est apparu sur Internet t plus d'un an avant sa sortie, et a été publié comme un seul sept pouces, le 18 avril 2009. L'album a reçu des critiques généralement positives des critiques de musique. Il a été salué par The A.V. Club, qui a dit que le "succès retentissant à cet égard:. C'est éclectique, mais jamais consciemment de manière" "Hate Worldwide" et "World Painted Blood" ont tous deux été nommés pour la meilleure performance metal aux 53e Grammy Awards, et l'album a atteint le numéro deux sur le US Top Hard Rock Albums Chart, ainsi que le numéro douze sur le Billboard 200 et quarante-un sur les chartes anglais.

## Écriture et enregistrement
World Painted Blood a marqué la première fois que le groupe a écrit le matériel en studio plutôt que d'entrer en studio et préparée entièrement avec les paroles. Le fait qu'ils n'ont pas été préparés, constitué le guitariste Kerry King sceptique. King dit : « J'étais genre de réflexion, « L'homme, ce qui pourrait être le premier enregistrement dans un temps long qui a obtenu un peu de remplissage, » reconnaît-il. "Je pense que chaque chanson est sortie grande. J'étais inquiet sur certains qui voudraient paraître semblables, et tout le monde est complètement différent. C'est cool la façon dont il a fonctionné". La majorité des paroles et la musique ont été écrites par le guitariste Jeff Hanneman. Kerry King a déclaré: " J'aime quand Jeff écrit autant qu'il a fait pour ce disque. Lorsque vous avez un type qui fait le plus à l'écriture vous n'avez qu'une seule perspective. Beaucoup de trucs de Jeff a une ambiance très punky en ce temps. J'écris les sons thrash mais avec un soupçon de punk, et quand Jeff écrit le truc est plus punk avec un soupçon de thrash. cela fonctionne bien ensemble ". Contrairement à Christ Illusion, le groupe était "sous-ready" avec leur paroles et la musique. Kerry King a admis qu'ils devaient enseigner avec Dave Lombardo quelques-unes des chansons dans le studio. King a également déclaré qu'ils couraient le risque d'enregistrer des chansons similaires.
L'album a été enregistré à Los Angeles, en Californie avec le producteur Greg Fidelman en octobre 2008, puis enregistré à partir de fin janvier et Mars 2009,. Il y a eu 13 chansons écrits pour l'album, mais seulement 11 apparaissent sur l'album. En mai 2009, King dit à propos l'album: "Je pense que celui-ci a un peu de tout, plus que tout ce que nous avons fait depuis Seasons. Donc j'imagine que les gens vont le comparer à celui-là". Le groupe avait enregistré treize chansons pour l'album, sept écrite par le guitariste Jeff Hanneman et six par King, mais pas tous d'entre eux ont été inclus. Plus tard, King a confirmé la date de sortie de l'album a été repoussé à la fin de l'été 2009. Un article sur le site de Slayer a confirmé le nom de l'album. Le 20 août 2009, Roadrunner Records a confirmé l'inscription de la liste des morceaux. Thom Jurek de Allmusic a déclaré la production "adopte une approche différente tout à fait pour cette équipe de maniaque de guitare". Une partie de lécoute pour World Painted Blood a eu lieu le 30 octobre 2009 à Brooklyn Duff dans Williamsburg, à New York. L'événement a débuté à 21h00.
Lors de l'enregistrement de World Painted Blood, King a utilisé des guitares BC Rich Guitars, des amplificateur Marshall, des cordes et médiators Jim Dunlop, des micros EMG et des accordeurs Korg. Hanneman utilise des guitares ESP, du matériel Marshall, des cordes et médiators Jim Dunlop, du câble Monster Cable Products et un système sans fils Shure. Le chanteur et bassiste Tom Araya utilise des basses ESP, des amplificateurs et enceintes Marshall Bass, des pick-up EMG, des accessoires et médiators Jim Dunlop et des MXR Effects. Lombardo utilise des Tama Drums, des cymbales Paiste, Pro-Mark drum sticks et des Evans drum heads.

## Paroles et musique
Le producteur de disques Greg Fidelman a déclaré que "le fait que les chansons étaient toujours fraîche et nouvelle pour eux, et ils n'avaient pas joué pendant six mois en répétition, a gardé l'ambiance et l'excitation dans le studio était très fort". Le chanteur Tom Araya a déclaré qu'"il y a deux auteurs principaux de la musique de ce groupe, alors vous allez obtenir une combinaison de vitesse et de lourdeur", et plus tard a déclaré que "l'écriture est vraiment agressif et rapide, tandis que Jeff aime que les choses soient rapides, mais avec des mélodies et des grooves. En faisant cet album, il nous a semblé partager la même vision des idées de chansons aux titres, quand nous nous réunissons comme Slayer, il se trouve, rien n'est artificiel, il n'est pas pensé, nous venons de le faire, et nous l'avons fait avec ce nouvel album". Lombardo a dit que l'écriture et la performance de Hanneman ont "retourné à cette grande énergie punk, surtout avec Psychopathy Red.

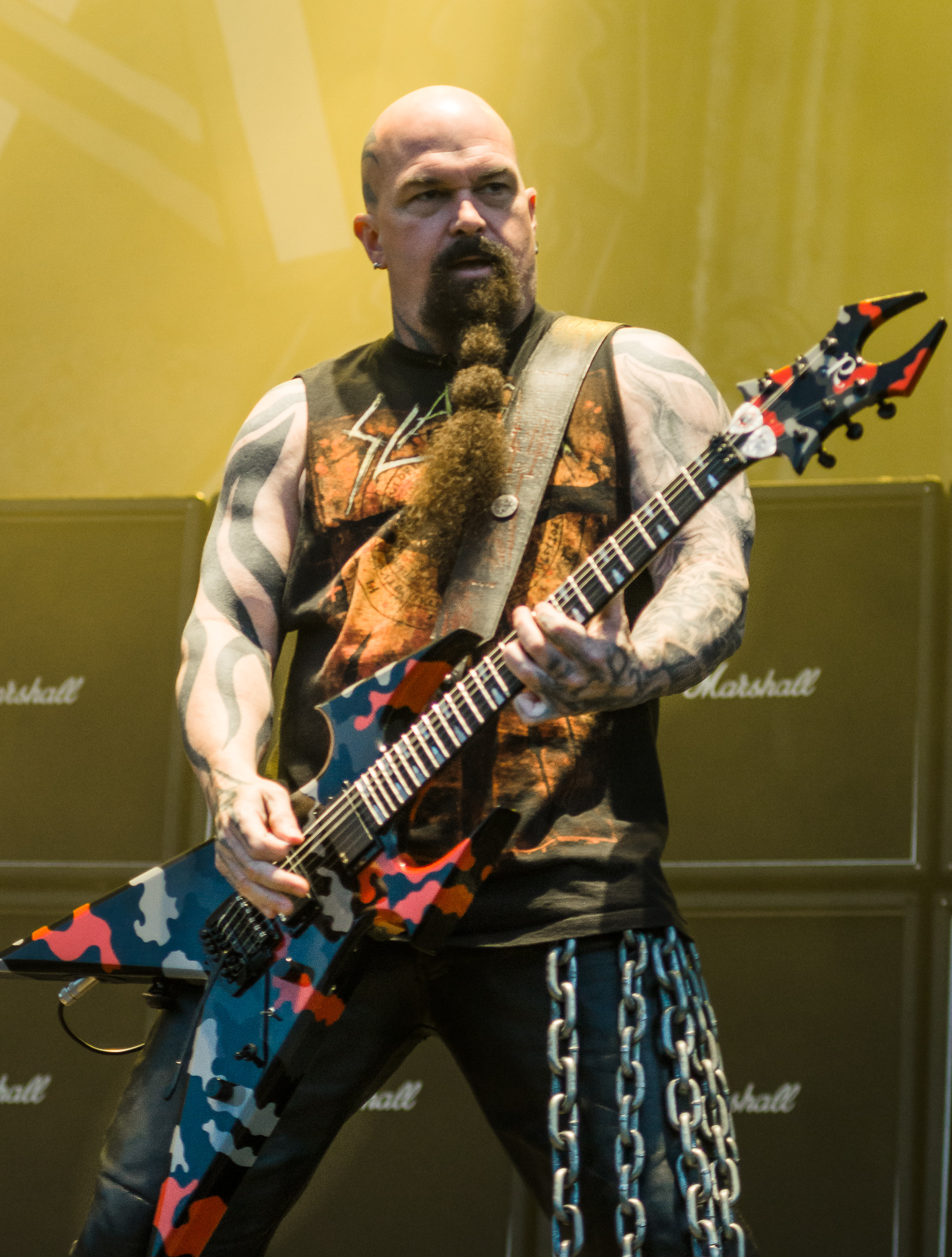
Kerry King au Ursynalia 2012 Festival en Pologne.

Allmusic dit qu'il a exprimé ces humeurs comme la rudesse, confiance, tapant, l'agressif rebelle, cathartique, colérique et hostile. Il est également classé dans les genres comme le speed metal et heavy metal. Thom Jurek dit que "vous pouvez comprendre chaque mot, même sur les Thrashers" sur le style vocal de Tom Araya. "[L]es guitares sont tout simplement plus loin dans le mélange et parfois il devient difficile de discerner la basse de Araya. Par conséquent, la première écoute ou deux à World Painted Blood pourrait être un peu déroutant pour le fan de Slayer chevronné, mais que des changements rapidement, et le son de ces batteries de dynamitage dans sa tête va devenir une présence plus que bienvenue dans le mélange".
"Human Strain" traite les origines apocalyptiques ainsi. La piste a été expliquée par le guitariste Jeff Hanneman être initialement sur la race humaine en train de mourir d'un maladie mutative. Le titre "Public Display of Dismemberment" fait référence aux conséquences que les pays en dehors des États-Unis donnent aux citoyens pour les crimes. Tom Araya a déclaré que "Unité 731" est "très similaire à Josef Mengele, en ce sens que c'était une unité médicale de l'armée, qui était une unité militaire japonaise, en fait, ils ont fait un peu la même chose : ils ont testé les limites du corps humain et de son enregistrement à des fins scientifiques". "Playing With Dolls" parle d'un enfant témoin d'un tueur en série. "Beauty Through Order" est à propos d'Elizabeth Bathory, la première tueuse en série. Jeff Hanneman a expliqué:  "J'ai eu l'intention d'écrire une chanson à ce sujet pendant longtemps je ne pouvais pas comprendre l'angle, je pensais: "Comment une femme peut écrire je ne peux pas écrire comme une femme que je suis un mec! Ensuite, j'ai pensé: "Eh bien, elle est mal, elle a beaucoup de puissance et de personnes tuées. Donc, je viens de commencer l'écriture et les paroles et ils sont sortis". Slayer révèle à Revolver que la piste "Snuff" n'a aucune notion lyrique,. "Psychopathy Red" décrit les actes commis par le tueur en série russe Andrei Chikatilo.

## Réception
World Painted Blood a généralement reçu des critiques positives. Sur Metacritic, il a reçu une note de 78 sur 100 basé sur 11 avis.
Greg Moffitt de la BBC a déclaré que l'album "est leur meilleur depuis des années". Il a également noté que « quelques-uns de la commande des chansons du de l'attention avec l'insistance de vieux, mais franchement on commençait à se demander s'ils ont encore avait un album comme celui laissé en eux ». Moffitt a également déclaré que l'album était « une promenade délicieusement méchante ». Thom Jurek de AllMusic a récompensé l'album de trois étoiles et demi, en disant «à bien des égards il pourrait être Reign in Blood revisité", et a dit plus tard que « certaines compositions sur ce nouvel enregistrement ont plus de la mélodie du début du style du groupe en eux, avec des riffs violents entre les versets: guitare inattendu et rapide et la puissance des blast beats de la batterie de Dave Lombardo poussant tout en rouge".

## Singles

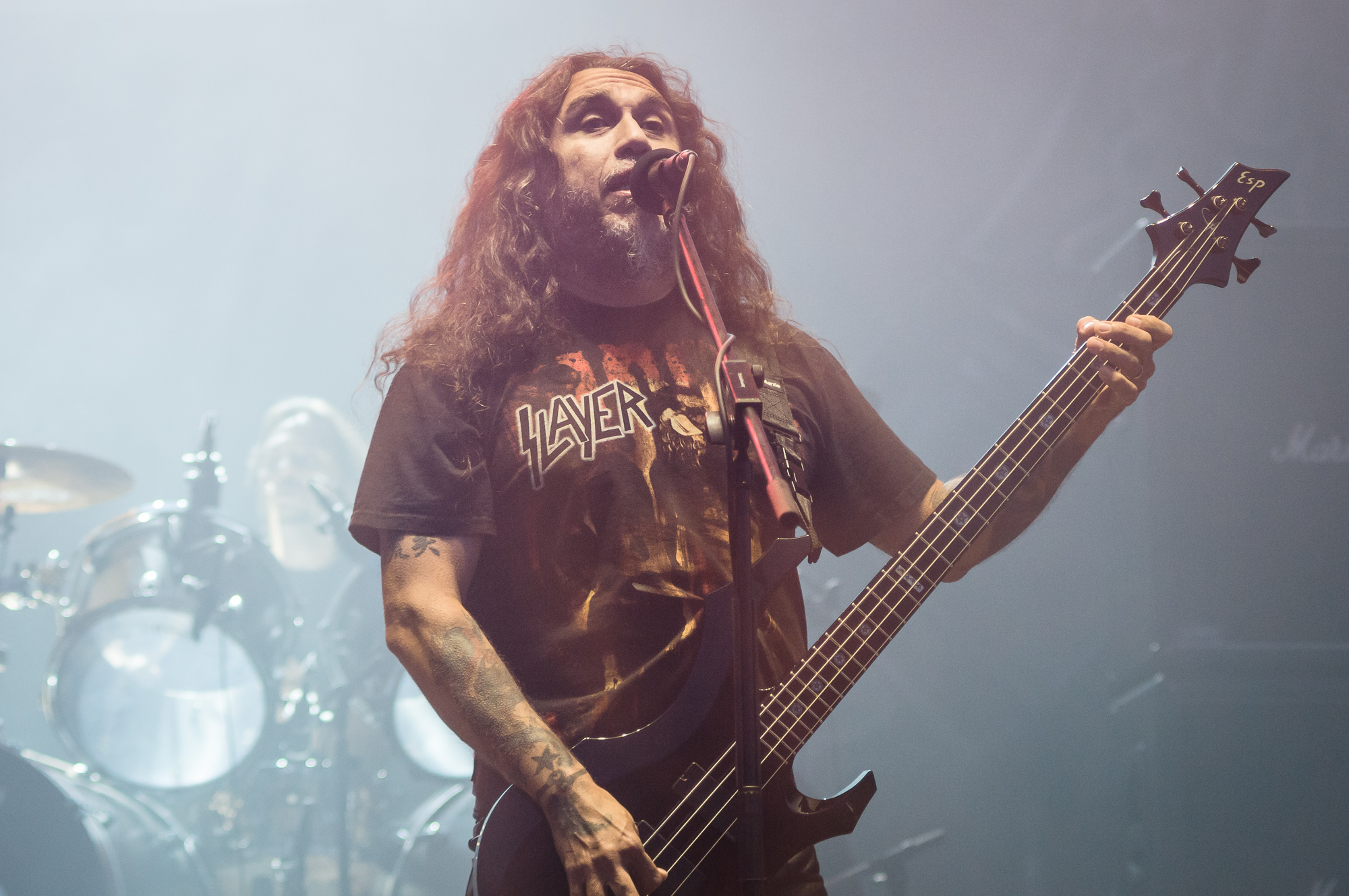
Le chanteur et bassiste Tom Araya aux Ursynalia 2012 Festival.

Psychopathy Red une chanson inspirée par les actes commis par Andrei Chikatilo, a été mis à disposition comme une "édition limitée, rouge sang vinyle vinyle sept pouces" sorti le 18 avril 2009 dans le cadre de la troisième édition annuelle du Record Store Day. La chanson créée le 29 octobre 2008 sur un flux YouTube. À l'origine, Psychopathy Red allait être une b-side de World Painted Blood, mais après il y avait accès à elle sur Internet, ils ont décidé de l'ajouter à la liste des pistes de l'album
Le 28 juillet la chanson Hate Worldwide a été publié sous forme de CD-single, disponible exclusivement à Hot Topic. La chanson était disponible sur Internet avant novembre 2008 et jusqu'en juillet 2009, elle avait été écoutée plus d'un demi million de fois. "Hate Worldwide" a été publié comme single en édition limitée le 20 octobre 2009 par Columbia Records en CD. La chanson a été rendue disponible exclusivement dans les magasins Hot Topic et a été diffusé en streaming sur ShockHound.com. La composition a été écrit par Kerry King qui a dit "C'est une piste vraiment cool, et la voix de Tom semble incroyable sur celle-là. La dernière ligne dans le chœur de la chanson est".. répandre un peu de haine dans le monde entier », et c'est ce que nous avons fait depuis 25 ans. " Avec cinq autres chansons, "Hate Worldwide" a été nommé pour la meilleure performance metal aux Grammy Award, mais a perdu face à "Dissident Aggressor" par Judas Priest.
La chanson-titre, World Painted Blood, a été publiée comme un single sept pouces, le 26 novembre 2010, et a été limitée à 2500 exemplaires. Il comprenait la b-side "Atrocity Vendor". Un clip pour la chanson avait déjà été publié le 16 juin 2010,. Le single a été exclusivement publié par la chaîne de magasins de disques du club de metal. La chanson elle-même a été décrite par le groupe pour être une continuation de "Final Six", un titre bonus sur l'édition spéciale de Christ Illusion et traite de la fin du monde. Araya et Hanneman ont déclaré: "World Painted Blood" est "l'une des chansons les plus classique de Slayer".
Un clip vidéo a été faite pour "Beauty Through Order", Cependant, il a été retiré de la plupart des sources en ligne.

## Composition du groupe
- Tom Araya : Chants & Basse
- Jeff Hanneman : Guitare
- Kerry King : Guitare
- Dave Lombardo : Batterie

## Liste des morceaux
| No  | Titre                           | Paroles               | Musique  | Durée |
| --- | ------------------------------- | --------------------- | -------- | ----- |
| 1.  | World Painted Blood             | Hanneman, Araya       | Hanneman | 5:53  |
| 2.  | Unit 731                        | Hanneman              | Hanneman | 2:40  |
| 3.  | Snuff                           | King                  | King     | 3:42  |
| 4.  | Beauty Through Order            | Hanneman, Araya       | Hanneman | 4:37  |
| 5.  | Hate Worldwide                  | King                  | King     | 2:52  |
| 6.  | Public Display of Dismemberment | King                  | King     | 2:35  |
| 7.  | Human Strain                    | Hanneman, Araya       | Hanneman | 3:09  |
| 8.  | Americon                        | King                  | King     | 3:23  |
| 9.  | Psychopathy Red                 | Hanneman              | Hanneman | 2:26  |
| 10. | Playing With Dolls              | Hanneman, Araya, King | Hanneman | 4:14  |
| 11. | Not of This God                 | King                  | King     | 4:20  |

Un DVD appelé Playing With Dolls est dans la version collector.